# Котов Тихон Іванович
Тихон Іванович Котов (1895—1923) — український радянський математик, професор Харківського інституту народної освіти, Харківського сільськогосподарського інституту та Харківського хіміко-фармацевтичного інституту. Також викладав у Харківському технологічному інституті. Досліджував геодезичні лінії, однак не встиг дописати докторську дисертацію через ранню смерть.

## Життєпис
Тихон Котов народився 1895 року, за різними даними у Харкові або у Задонську Воронезької губернії у родині протоієрея. У 1913 році закінчив із золотою медаллю третю Харківську гімназію. Продовжив навчання на математичному відділенні фізико-математичного факультету Імператорського Харківського університету. Підготував роботу на запропоновану факультетом темою: «О геодезических линиях», за яку був відзначений золотою медаллю. Професор Дмитро Синцов, у відгуку на цю роботу від 1 січня 1917 року, відмітив що автор, попри деякі недоліки, «вивчив не лише великі трактати про рід Darboux та Bianchi, але й значну частину мемуарної літератури, виявив самостійність у виборі та обробці матеріалу». Того ж року Котов закінчив курс з дипломом першого ступеня і був залишений при університеті для підготовки до професорського звання. Одночасно став працювати у Харківському технологічному інституті (ХТІ). У наступні роки успішно склав магістерські екзамени й в 1919 році отримав звання приват-доцента в університеті.
Після ліквідації Харківського університету працював у Вільній академії теоретичних знань професором. Після реорганізації академії став професором Харківського інституту народної освіти (ХІНО), де викладав теорію чисел, вищу алгебру та вів спецкурс з аналітичної геометрії у просторі. Став одним з перших членів науково-дослідної кафедри геометрії при ХІНО створеної у 1921 році. Після того як Антоній-Боніфацій Пшеборський покинув у 1922 році інститут, то став викладати ще й диференціальне числення. Також вів практичні заняття з аналітичної геометрії з геометричними додатками диференційного числення та інтегруванням диференціальних рівнянь. У 1923 році почав викладати спецкурс з теорії поверхонь.
Одночасно у ХТІ Котов читав проєктивну геометрію, а після того, як пішов Пшеборський, ще й аналітичну геометрію. У 1921 році став членом факультетської комісії ХТІ. Також, був професором Сільськогосподарського та Хіміко-фармацевтичного інститутів, де викладав вищу математику.
У останній рік свого життя Тихон Котов входив до складу Наукового комітету Головного управління професійної освіти при Народному комісаріаті освіти УРСР. Осінню 1923 року за дорученням Наукового комітету поїхав у відрядження до Москви, де йому довелося поспілкуватися з місцевими математиками. Повертаючись до Харкова, він сидів у потязі поряд з хворою дитиною від якої заразився скарлатиною. Хвороба розвивалася у прихованому стані та була пізно діагностована, лише 7 листопада. На наступний день Тихон Котов помер.
Як відмічав Дмитро Синцов, Тихона Котова всюди високо цінили як одного з кращих викладачів. Дослідниця Неля Гормашева характеризувала вченого як м'яку, добру людину «прекрасного лектора, талановитого вченого, що вже проявив себе в науці та подавав ще більше надій на майбутнє».

## Наукова діяльність
Основним напрямком наукової роботи Тихона Котова було дослідження геодезичних ліній. Свої перші праці з цієї тематики він читав ще студентом на засіданні математичного гуртка, кілька разів він доповідав на зборах Харківського математичного товариства. За результатами своїх досліджень публікував наукові статті та писав докторську дисертацію, однак не встиг її закінчити. Котову залишалося допрацювати кілька останніх параграфів. Дисертація так і не була опублікована і зберігалася в архівах Народного комісаріата освіти УРСР де і «загубилася». Дослідниця Неля Гормашева вважала, що ця недописана дисертація мала актуальне значення у зв'язку зі «зміною поглядів на будову простору, спричиненою принципом відносності». Також Тихон Котов писав рецензії на останні праці російської математичної літератури
Вибрані праці згідно з «История Харьковского технологического института в лицах»:
- Геодезические линии // Наука на Украине 1922, № 3 (рос.)
- Об асимптотических геодезических линиях // Наука на Украине 1922, № 4 (рос.)
- Теория геодезических линий (неокончено) (рос.)

### Коментар
1. ↑  Котов став професором Сільськогосподарського інституту за результатами конкурсу.